# Badde lontana
Badde lontana (in italiano: Valle lontana) è una canzone scritta nel 1972 dal compositore Antonio Costa, sulle parole della omonima poesia, scritta dal poeta e scrittore osilese Antonio Strinna, in memoria della morte di un neonato nella culla schiacciato da un masso precipitato dalla collina, avvenuto nel 1957 nella frazione di San Lorenzo (Osilo), dove viveva l'autore.
Questo brano è un canto d'autore di ispirazione folklorica e da tempo è entrato a far parte della cultura e della tradizione popolare sarda.
Il brano era stato pubblicato dai Bertas nel 1975 in 45 giri per la City Badde lontana/Ma eri donna ed in seguito (1993) fu inserito nel loro LP Amistade.

## Altre versioni
- Coro Barbagia
- Corale Gioachino Rossini di Modena
- Coro Lavaredo di Padova
- Piero Marras